# 風雷神
風雷神(ふうらいじん)は、ウイングから発売されたメダルゲーム。

## 基本ルール
横9ライン+縦5ラインのスロットゲーム。横ラインは1ベットごとに1ラインが有効となるが、縦ラインは1ベットで5ライン全てが有効となる。横ライン上に特定個数以上左から絵柄が揃うから縦ライン上に同じ絵柄が出ると配当となる。　

## 風雷神フィーチャー
回転が終了したように見せかけた後、風神、雷神のうちいずれかが出現することがある。　
- 風神が出現した場合　有効なライン上に5つ同じ絵柄を揃えてくれる。

- 雷神が出現した場合　一定以下のランクのシンボルをすべて上のランクのシンボルに変えてくれる(例:10、J、QをすべてKに変える)。この法則が崩れた場合はフリーゲーム(後述)濃厚となる。

## フリーゲーム
フリーゲームは基本的に5回続く。また、フリーゲーム中は両端がすべてワイルド絵柄になる。
==ダブルアップ==　
カードが赤か黒かを選ぶシンプルなゲーム。当たれば配当が倍となる。